# Kamienna Góra (Gdyně)
Kamienna Góra (kašubsky Kamiannô Góra, německy Steinberg, česky Kamenná Hora) je přímořská, východní, čtvrť města Gdyně, která se nachází na pobřeží Gdaňského zálivu Baltského moře v Pomořském vojvodství v severním Polsku. Patří mezi nejluxusnější a nejprestižnější městské čtvrti celého Polska. Podle velikosti zabírající plochy 0,65 km² je nejmenší čtvrtí Gdyně. Rozkládá se kolem morénového kopce Kamienna Góra s vrcholem ve výšce 52 m n. m. Na severu sousedí s Gdyňskou čtvrtí Śródmieście a na jihu se čtvrtí Wzgórze Świętego Maksymiliana.

## Zajímavosti
- Bulwar Nadmorski Feliksa Nowowiejskiego - Bulvár podél pláže[2]
- Hudební divadlo Danuty Baduszkowe (Teatr Muzyczny im. Danuty Baduszkowej)[3]
- Lanovka Kamienna Góra[4]
- Park Marie a Lecha Kaczyńskich[4]
- Muzeum města Gdyně (Muzeum Miasta Gdyni)[5]
- Muzeum vojenského námořnictva (Muzeum Marynarki Wojennej)[6]
- Vyhlídka (Kamienna Góra) - vyhlídka s památníkem[7][4]

## Galerie

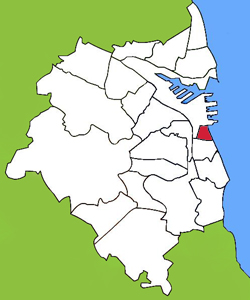
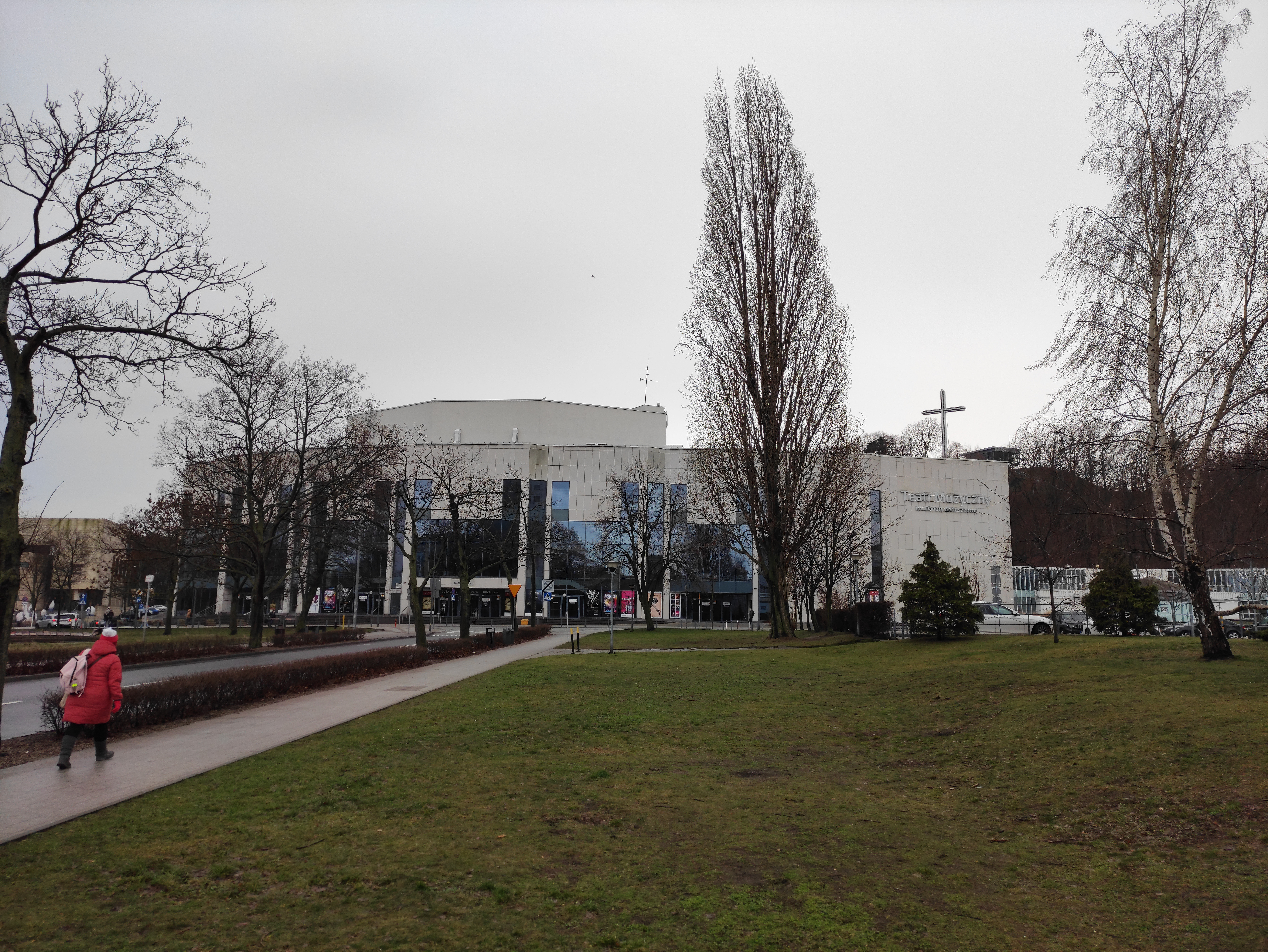
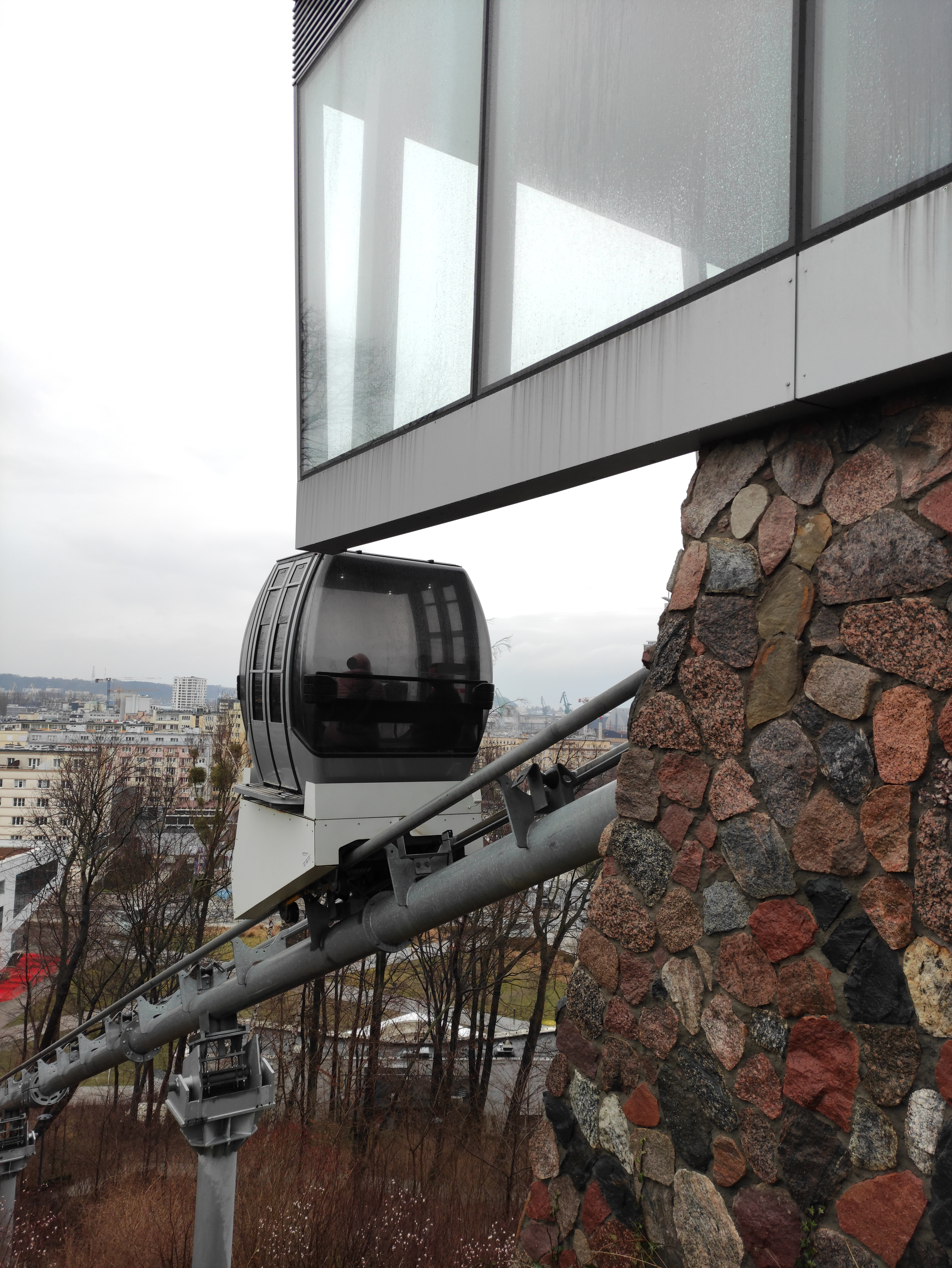
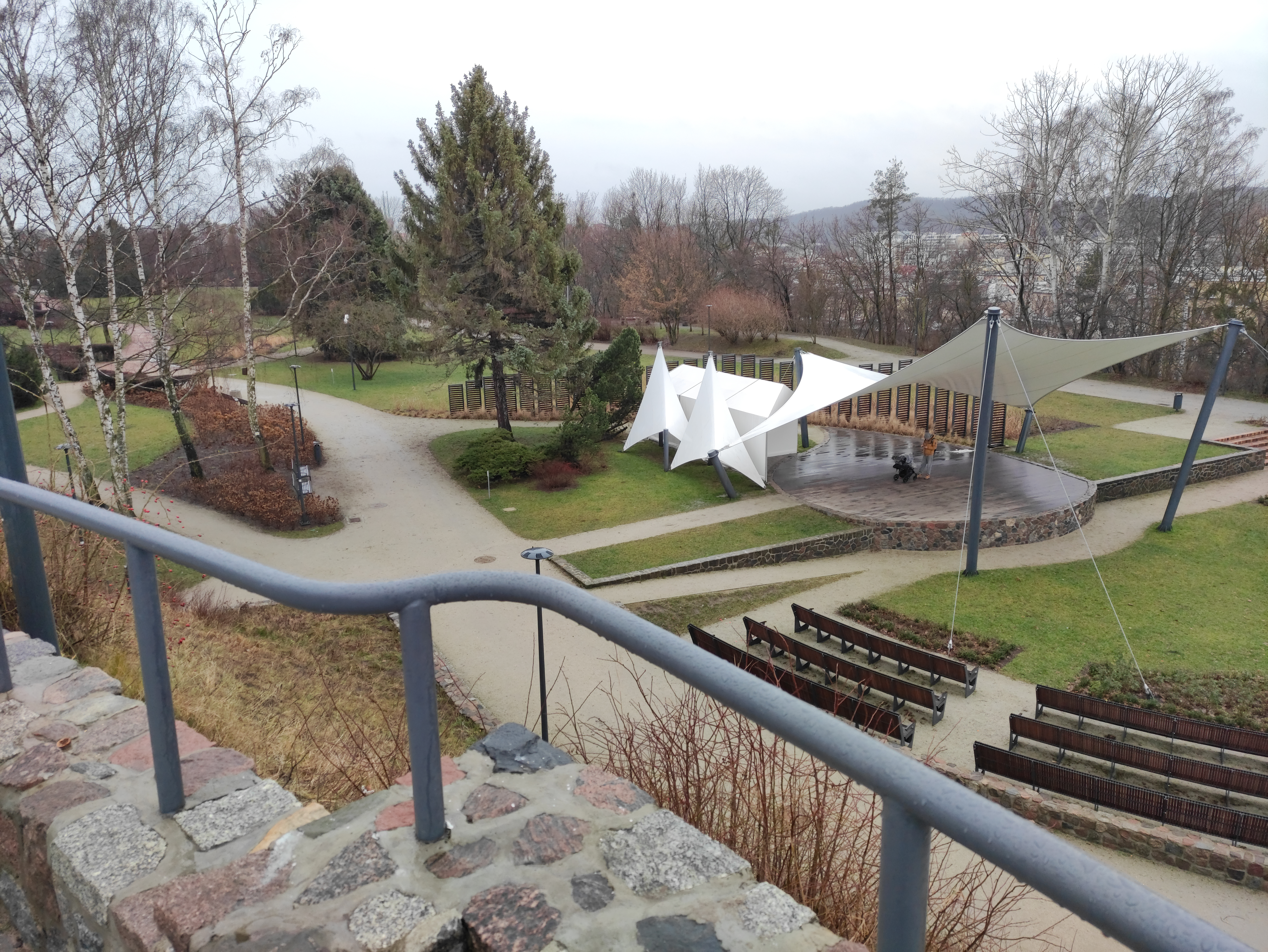
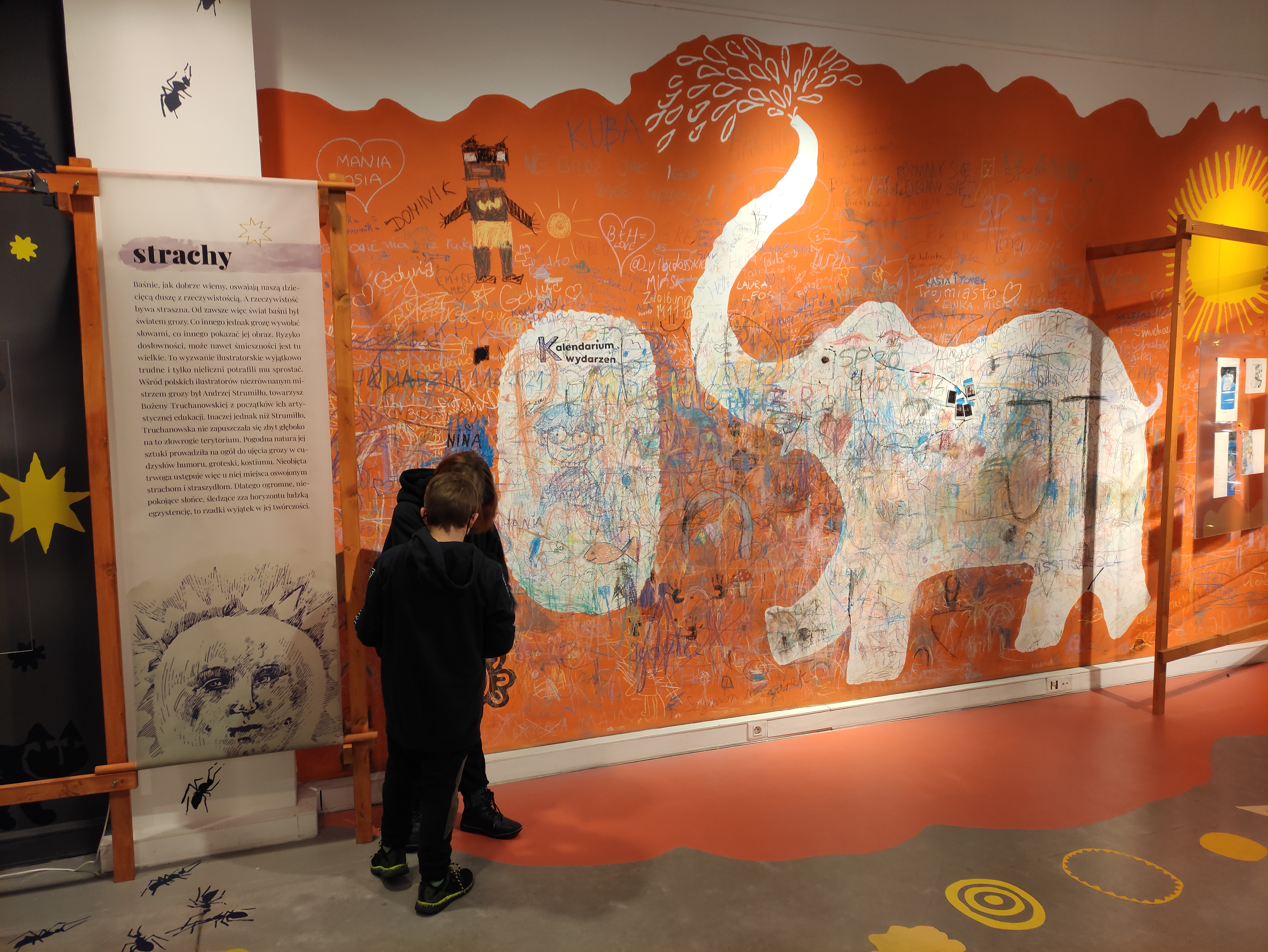
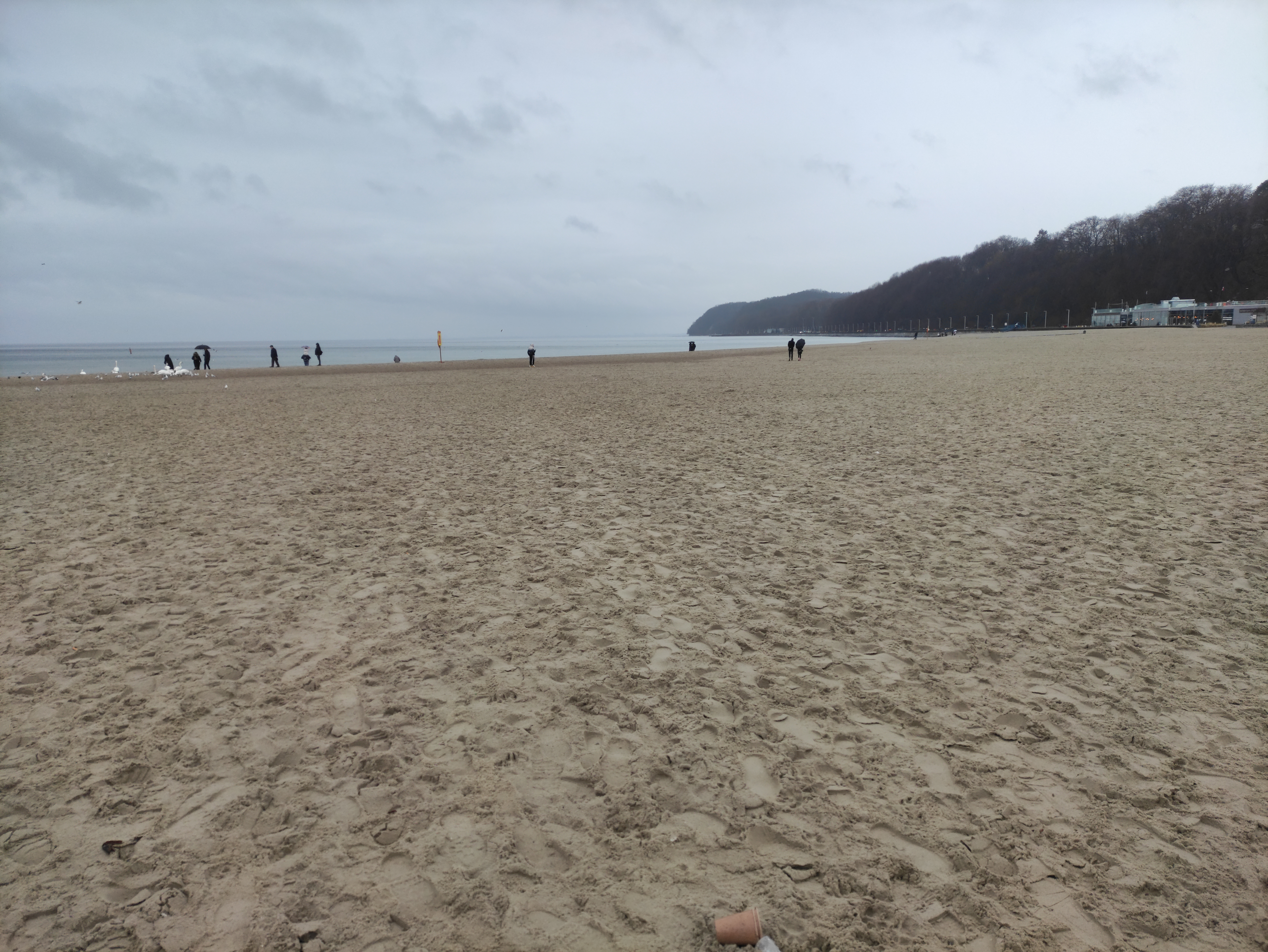
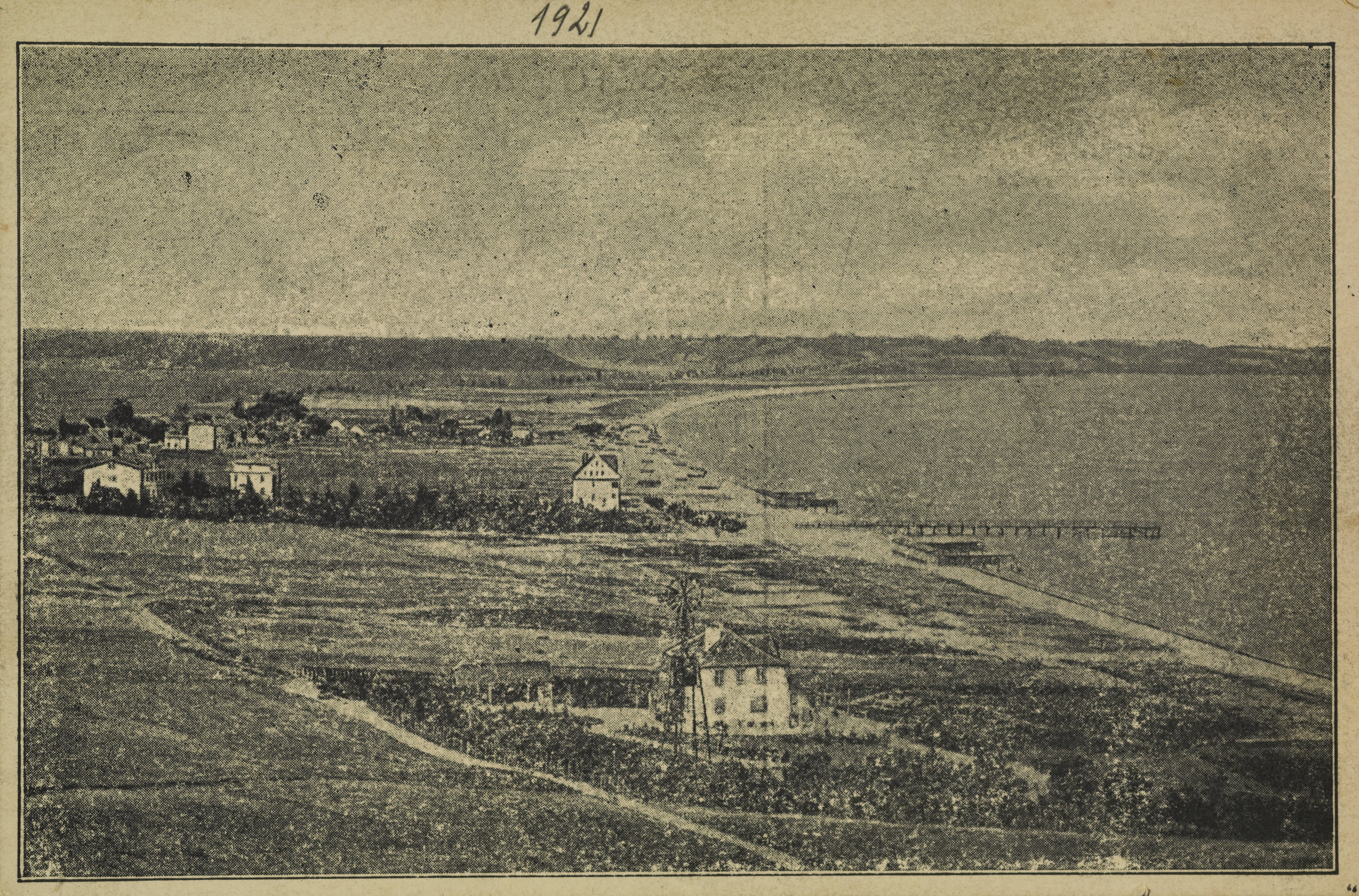
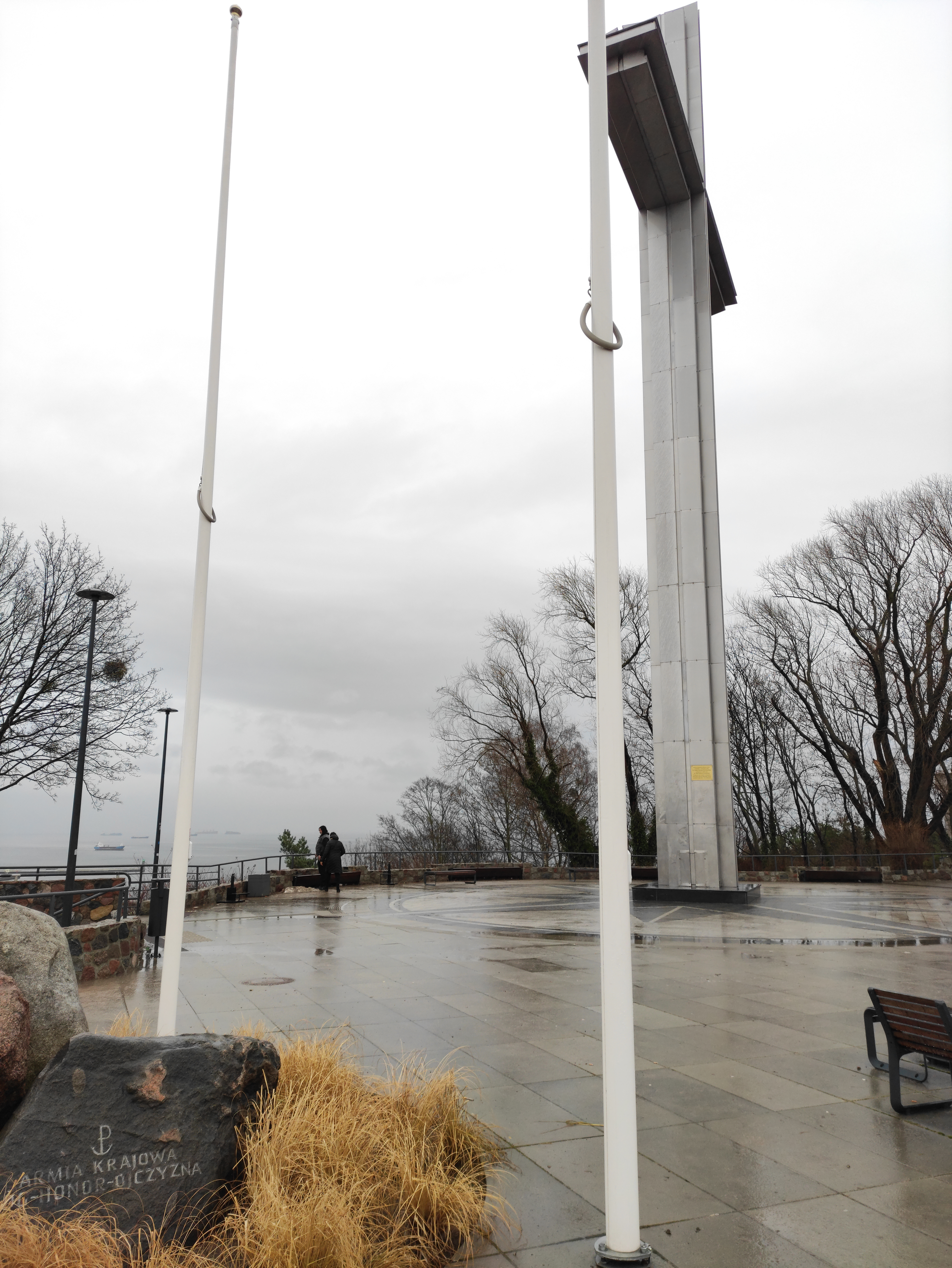